# Meteoros (filme)
Meteoros é um filme de suspense brasileiro de 2022, dirigido por Luis Carone e escrito por Thiago Dottori e Teodoro Poppovic. O filme conta a história de dois jovens amigos que desejam aproveitar a festa de formatura do ensino médio, mas os planos acabam não dando certo e a dupla resolve embarcar em uma viagem que será cheia de acontecimentos misteriosos. É protagonizado por Matheus Pavoski e Vinícius Beu, e conta com as participações especiais de Cyria Coentro e Gerogette Fadel.

## Sinopse
Fralda (Matheus Pavoski) e Tito (Vinícius Beu) são dois amigos que atualmente só pensam em curtir a festa de formatura do ensino médio. Entretanto, por motivos diferentes, os planos de aproveitar a grande noite acabam dando errado. Para amenizar a situação, Tito propõe uma viagem de carro a Fralda para o sítio da família do amigo. Durante a viagem, acontecimentos misteriosos se sucedem trazendo a dupla experiências que eles jamais imaginariam passar.

## Elenco
- Matheus Pavoski como Fralda
- Vinícius Beu como Tito
- Cyria Coentro como Isadora
- Georgette Fadel como Carmem
- Bri Fiocca como Magali
- Antonia Baudouin como Carol
- Carol Medeiros como Marina
- Pedro Schorr Salgado como Micha
- Mathias Eichbaum como Legume
- Benjamim Snow como Alex

## Produção

### Desenvolvimento
“Sobre a produção do filme, o diretor Luis Carone comentou: "- Meteoros' foi minha primeira relação com a ficção, gravado em 2016, antes de fazer projetos como 'Cidade Invisível' e 'Pico da Neblina'. A ideia era fazer um filme barato e relativamente simples de filmar, focado em poucos atores, simplificando a produção".”

— Luis Carone, em entrevista ao website TelaViva em 16/05/2022
Meteoros tem produção realizada pela RT Features em coprodução com a Pródigo Filmes. Rodrigo Teixeira é quem assina a produção com coprodução dos produtores Beto Gauss e Francesco Civita. A direção é de Luís Carone, mesmo diretor da série de fantasia Cidade Invisível, sucesso da Netflix. O roteiro do filme foi escrito em parceria entre Thiago Dottori e Teodoro Poppovic, enquanto que Pierre de Kerchove assumiu a direção de fotografia.

### Filmagem e pós-produção
As gravações do longa-metragem foram feitas em 2016. Devido ao orçamento enxuto do filme, as gravações demoraram um tempo para serem finalizadas. Ao fim das filmagens, o filme passou por um período de cerca de um ano em pós-produção, a qual foi realizada pelo próprio diretor, Luís Carone, e Léo da Silva. O filme é repleto de efeitos visuais, os quais simulam uma chuva de meteoros e outros acontecimentos fantásticos na viagem da dupla de protagonistas.

## Lançamento
O filme foi lançado diretamente na plataforma de streaming Globoplay em 6 de maio de 2022.